# Pierre Schoendoerffer
Pierre Schoendoerffer (em francês:  Pierre Schœndœrffer; Chamalières, Puy-de-Dôme, 05 de maio de 1928 - Clamart, Hauts-de-Seine, 14 de março de 2012) foi um diretor de cinema, escritor, vice-presidente da Academia de Belas Artes, documentarista, e audiovisual francês, além de membro-fundador do César, principal prêmio do cinema francês.
Ganhou o Oscar de melhor documentário por La Section Anderson em 1967.

## Prêmios conquistados

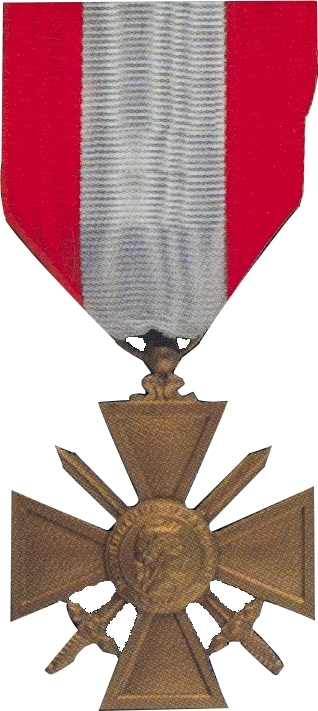
Cruz de Guerra de Operações no Exterior.

### Prêmios artísticos
- 1967: Oscar de melhor documentário - La Section Anderson.
- 23 de março de 1988: membro eleito da Academia de Belas Artes da França desde 2001 em seção de cinema e audiovisual:
  - Presidente em 2001 e 2007;
  - Vice-Presidente (eleito para o ano 2012) no momento da sua morte.

### Prêmios militares
- Cruz de Guerra de Operações no Exterior.

### Prêmios civis
- Oficial da Ordem Nacional do Mérito da França.
- Comandante da Legião de Honra.
- Oficial da Ordem das Artes e Letras;